# Brücke-Museum w Berlinie
Brücke-Museum (z niem. Muzeum Brücke) jest poświęcone działalności istniejącej w latach 1905–1913 drezdeńskiej grupy artystycznej „Die Brücke” (Most) skupiającej malarzy awangardy.
Powstało dzięki inicjatywie Karla Schmidt-Rottlufa, który na swoje 80-lecie w roku 1964 utworzył fundację imienia Karla i Emy Schmidt-Rottluff, której przekazał swoje dzieła, także te, które zostały ocalone od zniszczenia w akcji „sztuki zdegenerowanej” w roku 1937, w tym obrazy wywiezione do Londynu 18 sierpnia 1939 przez hamburską historyczkę sztuki Rosę Schapire. Do tej inicjatywy przyłączył się inny członek grupy „Die Brücke”, Erich Heckel, ofiarując kolekcję swoich obrazów.
Muzeum zostało otwarte 15 września 1967. Zbiory muzeum liczą około 400 obrazów i rzeźb oraz kilka tysięcy rysunków, grafik i akwarel artystów należących do grupy „Die Brücke” i stanowią największą kolekcję sztuki niemieckiego ekspresjonizmu.
Muzeum znajduje się w berlińskiej dzielnicy Dahlem przy ulicy Bussardsteig 9 niedaleko pracowni rzeźbiarza Arno Brekera.
Oprócz własnych zbiorów, Muzeum przedstawia na wystawach czasowych obrazy niemieckich ekspresjonistów wypożyczane z innych kolekcji.